# Akigui no usi
Akigui no usi, Akigui no usi no kami (あきぐい, 飽咋之宇斯能神, 開囓神; Hepburn: Akigui no ushi) sintó isten, a „klasszikus istenek” egyike (akik szerepelnek a két őskrónikában, a Kodzsikiban és a Nihon sokiban). Akkor született, amikor Izanagi no kami halott felesége, Izanami no kami elől, az alvilágból menekülve s megtisztulást keresve ledobta egy ruhadarabját: ez a Nihon soki szerint a nadrágja (mihakama), a Kodzsiki szerint a fejdísze volt. (Izanagi összesen tizenkét holmit vetett le magáról, hogy a kjúsúi Avakihara folyójában elvégezze a rituális tisztálkodást.)